# Dispositivo de Proteção contra Arco Elétrico
Um Dispositivo de Proteção contra Arco Elétrico (DPAE), em inglês arc-fault circuit interrupter (AFCI) ou arc-fault detection device (AFDD), é um tipo de disjuntor capaz de interromper um circuito ao detectar arcos elétricos, mais precisamente arcos característicos de mau contato nas conexões elétricas. Mau contato pode criar um ponto quente o suficiente para iniciar um incêndio. Um DPAE consegue diferenciar entre arcos elétricos normais, como de interruptores e motores elétricos com escovas de carvão, e arcos potencialmente perigosos.
No Canadá e nos Estados Unidos, DPAEs são mandatórios pelos respectivos códigos nacionais para alimentação de circuitos em tomadas de dormitórios desde o começo dos anos 2000. O National Electrical Code, dos EUA, exige DPAEs na maioria das tomadas residenciais desde 2014, e o Canadian Electrical Code, desde 2015.

## Funcionamento
A eletrônica em um disjuntor DPAE detecta corrente elétrica alternada em frequências características, geralmente em torno de 100 kHz, conhecidos por estarem associados a arcos elétricos, com duração superior a alguns milissegundos.

## Requisitos em Normas

### EUA e Canadá

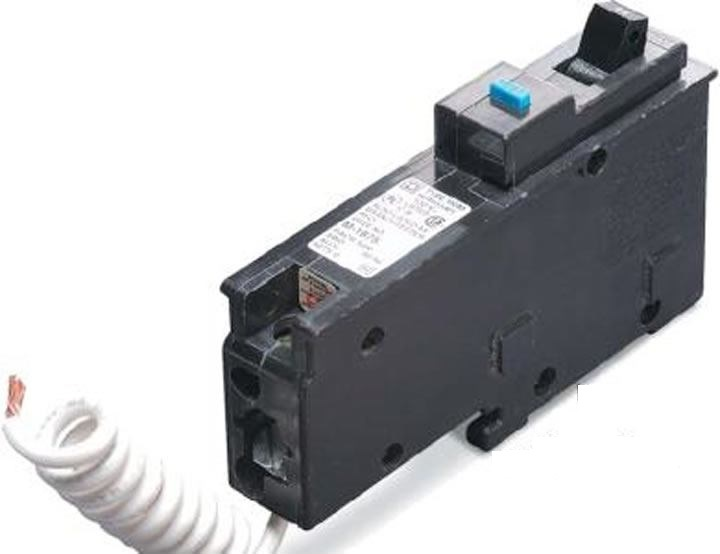
Unidade padrão estadunidense. O fio branco, chamado pigtail, é uma conexão neutra.

Começando na versão de 1999 do National Electrical Code, nos Estados Unidos e a versão de 2002 do Canadian Electrical Code no Canadá, os códigos nacionais exigem AFCIs em todos os circuitos que alimentam as tomadas nos quartos das unidades residenciais. A partir da atualização do NEC de 2014, a proteção AFCI é exigida em todos os circuitos ramais que fornecem tomadas ou dispositivos instalados em cozinhas de unidades residenciais, juntamente com as adições do NEC de 2008 de salas familiares, salas de jantar, salas de estar, salões, bibliotecas, saletas, quartos, marquises, salas de recreação, armários, corredores, áreas de serviço e salas e áreas similares. Eles também são obrigatórios em unidades dormitórios. Este requisito pode ser atendido usando um disjuntor do tipo "combinado" (um tipo específico de disjuntor definido pela UL 1699). Pode ser instalado no quadro de disjuntores, fornecendo uma proteção combinada contra falha de arco e sobrecorrente, ou usando uma tomada AFCI para reformas e ampliações, substituindo tomadas antigas ou, em construções novas, na primeira tomada do circuito. Nem todas as jurisdições dos EUA adotaram os requisitos AFCI do NEC, por isso é importante verificar os requisitos do código local.

### Reino Unido
No Reino Unido são chamados de AFDD. A 18ª edição da <i>Wiring Regulations</i> (BS 7671:2018) é a primeira edição a fazer qualquer menção a dispositivos de proteção contra arco elétrico, e indicar que eles podem ser instalados se o projeto apresentar um risco incomumente alto de incêndio devido a arcos elétricos. Os anexos relativos aos testes indicam que quando os AFDD são instalados, o seu correto funcionamento deve ser verificado antes da conclusão, mas o método de teste não é descrito. Isto contrasta com os IDRs, onde vários tempos de disparo em diferentes níveis de corrente de falta devem ser verificados.

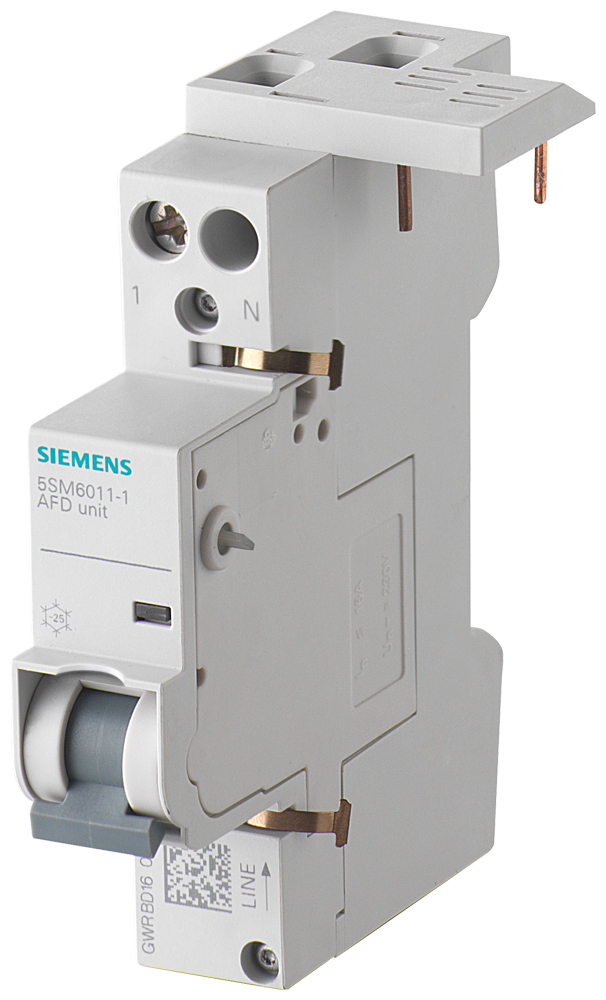
Disjuntor combinado AFDD.

### Alemanha
As regras de fiação alemãs VDE 100 recomendam DPAEs para situações de alto risco, e dão como exemplos dormitórios, quartos ou locais com risco particular de incêndio, quartos ou locais feitos de materiais de construção inflamáveis, se estes tiverem um risco de incêndio menor resistência superior à do retardante de fogo (< F30) e salas ou locais com perigo para mercadorias insubstituíveis.

### Austrália e Nova Zelândia
Os regulamentos da Austrália e da Nova Zelândia, Wiring Rules (AS NZS 3000:2018), não exigem a instalação de DPAEs na Austrália. No entanto, na Nova Zelândia, todos os sub-circuitos finais com classificações até 20 A necessitarão de proteção por um DPAE se fornecerem locais com risco significativo de incêndio, locais que contenham itens insubstituíveis, certos edifícios históricos e tomadas em alojamentos escolares. A maioria dos circuitos de energia nesses países se enquadra nesta cláusula, pois os soquetes comuns têm classificação de 10 A e 15 A. Os padrões australianos são usados na Argentina, Fiji, Tonga, Ilhas Salomão e Papua-Nova Guiné.

### Brasil
No Brasil, o Inmetro exige DPAEs em inversores fotovoltaicos. Em instalações residenciais, a NBR 5410, que rege as instalações de baixa tensão no país, deve, em sua atualização de 2024, recomendar DPAEs em instalações em edificações.

## Limitações
Os DPAEs são projetados para proteger contra incêndios causados por falhas de arco elétrico. Embora a sensibilidade dos DPAEs ajude na detecção de falhas por arco, esses disjuntores também podem indicar falsos positivos, identificando comportamentos normais do circuito como falhas por arco. Por exemplo, quedas de raios fornecem perfis de tensão e corrente que se assemelham a falhas de arco, e aspiradores de pó e algumas impressoras a laser desarmam DPAEs. Esse disparo incômodo reduz a eficácia geral dos DPAEs. Pesquisas sobre avanços nesta área estão sendo realizadas. 
Os DPAEs também são conhecidos por serem sensíveis (falso disparo) à presença de energia de radiofrequência, especialmente dentro do chamado espectro de alta frequência (3–30 MHz), que inclui transmissão legítima de ondas curtas, aeronaves e comunicações marítimas distantes, rádio amador e operações de rádio em banda de cidadãos. Sensibilidades e mitigação são conhecidas desde 2013. 
Os DPAEs incluem um disjuntor de tempo inverso padrão, mas não fornecem proteção específica contra conexões "incandescentes".